# Барабаш Григорій Васильович
Григорій Васильович Барабаш (псевдо: «Склепар», «Яворський»; 12 лютого 1911, с. Конюхів, нині Стрийського району Львівської області — 25 березня 1976, Едмонтон, Канада) — підпільник ОУН, вояк батальйону «Роланд».

## Життєпис
Народився 12 лютого 1911, с. Конюхів, нині Стрийського району Львівської області, Україна.
Член «Пласту» у Стрию. З юнацьких років став брати участь в діяльності Української військової організації, а з 1929 р. — Організації Українських Націоналістів. В цей час він брав активну участь у поширенні листівок та підпільної літератури, військових вишколах. Невдовзі на його слід вийшла польська поліція, яка в той час з усіх сил намагалася припинити активну участь української молоді в ОУН. Г. Барабаш був заарештований 18 серпня 1933 р., пройшов через тривале та виснажливе слідство у в'язниці. На Станіславівському процесі 19-20 липня 1934 р. був засуджений за участь в ОУН до 13 років позбавлення волі.
До вересня 1939 р. Г. Барабаш перебував у тюрмі. Добровольцем вступив у батальйон «Роланд». Після розформування «Роланду» нацистами відмовився вступити добровольцем до Вермахту. Заарештований, сидів у в'язниці.
Після поразки Німеччини в Другій світовій війні Г. Барабаш залишився в Західній Європі і до України більше не повернувся. З 1949 р. виїхав на постійне проживання до Канади. Там брав активну участь в громадському та суспільно-політичному житті.
Г. Барабаш помер 25 березня 1976 р. в м. Едмонтоні (Канада).

## Джерело
- Мірчук П. Нарис історії ОУН 1920—1939 роки. — К. : Українська Видавнича Спілка, 2007. — 1008 с. — ISBN 966-410-001-3.